# Заульхайм
Заульхайм (нем. Saulheim) — община в Германии, в земле Рейнланд-Пфальц. 
Входит в состав района Альцай-Вормс. Подчиняется управлению Вёррштадт.  Население составляет 7195 человек (на 31 декабря 2010 года). Занимает площадь 18,94 км².
-->]]